# Ilja Ponomarjov
Ilja Ponomarjov (rusky Илья́ Влади́мирович Пономарёв, * 4. srpna 1975, Moskva) je ruský levicový opoziční politik a IT podnikatel. V letech 2007 až 2016 byl poslancem Státní dumy.

## Život
Narodil se do rodiny vědců, vystudoval fyziku na Moskevské státní univerzitě. V roce 1991, kdy mu bylo 16 let, spoluzaložil IT společnost RussProfi. Jeho společnost se starala mj. v letech 1995–1996 o IT systémy ruské ropné společnost Jukos. V letech 1996 až 1998 pracoval pro americkou ropnou servisní společnost Schlumberger a v letech 1998–2001 pro Jukos. V letech 2002 až 2007 měl na starosti IT systémy Komunistické strany Ruské federace, jejímž byl také členem.
Je ženatý a má dvě děti. Od roku 2016 žije v Kyjevě na Ukrajině, v roce 2019 získal ukrajinské občanství.

## Politika

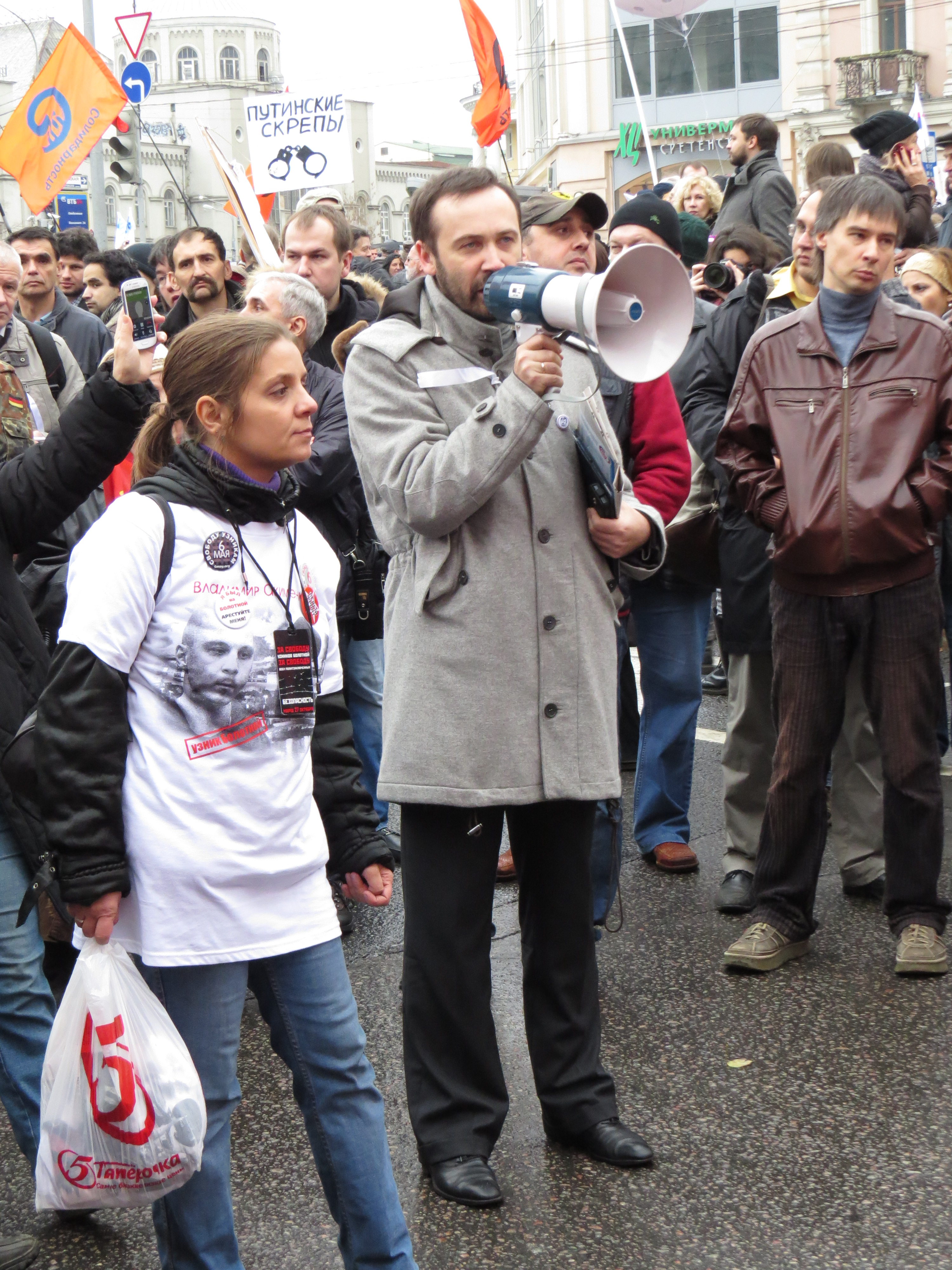
Ilja Ponomarjov v roce 2013 na demonstraci na podporu politických vězňů.

V letech 2002 až 2006 byl aktivním členem Komunistické strany Ruské federace, mj. spoluorganizoval protesty proti 32. summitu G8, který se v roce 2006 konal v Petrohradě. Ve straně přestal být aktivní v roce 2006 na protest proti její kampani proti „neo-trockistům“. V roce 2007 stranu opustil a byl zvolen poslancem Státní dumy jako nestraník na kandidátce Spravedlivého Ruska. Do strany o rok později vstoupil a v roce 2011 byl znovuzvolen poslancem.
Aktivně se účastnil protestů během parlamentních voleb 2011, které opozice označila za zfalšované, byl označován za jednoho z jejich lídrů. Byl hlavním organizátorem protestů po prezidentských volbách v roce 2012, ve kterých byl prezidentem zvolen Vladimir Putin. Při podobných akcích často zastával roli prostředníka mezi protestujícími a policisty, protože ho proti zatčení a následnému stíhání chránila poslanecká imunita.
V červnu 2012 při svém vystoupení ve Státní dumě použil pro vládnoucí stranu Jednotné Rusko výraz „strana podvodníků a zlodějů“, když tento výraz vymyslel a zpopularizoval Alexej Navalnyj. Za toto vystoupení mu bylo později zakázáno měsíc vystupovat v době projednávání státního rozpočtu. V prosinci 2012 jako jediný poslanec hlasoval ve všech třech čteních proti přijetí zákona, který v reakci na americký zákon proti ruským úředníkům porušujícím lidská práva (v souvislosti s kauzou Sergeje Magnitského) mj. zakázal adopci ruských dětí do Spojených státu amerických, zakázal neziskovým organizacím zabývajícím se politickými otázkami financování ze zahraničí čí jejich řízení americkými občany. V červnu 2013 se jako jediný poslanec Státní dumy zdržel hlasování při přijetí Ruského zákona proti LGBT propagandě.
V březnu 2014 hlasoval jako jediný poslanec obou komor ruského parlamentu proti zákonu, kterým byl Ruskem anektován Krym. Nacionalista Vladimir Žirinovskij ihned požadoval jeho vyloučení ze Státní dumy za jeho „protistátní“ hlas. V září 2014, když byl ve Spojených státech amerických, mu byl zabaven majetek a bankovní účty v souvislosti se soukromoprávním sporem s nadací Skolkovo vedenou Dmitrijem Medveděvem. Ponomarjov zůstal v USA a ruské úřady mu podle něj brání v návratu do Ruska.
V březnu 2015 požádal žalobce Státní dumu o vydání Ponomarjova v souvislosti s obviněním se zpronevěry opět souvisejícím s jeho prací pro nadaci Skolkovo. O měsíc později jej Duma zbavila imunity, a umožnila tak jeho stíhání. Ve věci byl v červnu 2015 obžalován a následně na něj byl vydán zatykač. V roce 2016 Státní duma schválila zákon, podle kterého lze zbavit mandátu poslance, které se 30 dní neúčastní jejích zasedání. Následně v červnu 2016 byl Ponomarjov první, na kterého byl tento zákon použit, a svého mandátu byl zbaven. Pro zbavení hlasovalo 413 poslanců, proti tři.
V roce 2016 se přestěhoval do Kyjeva na Ukrajinu, v roce 2019 získal i ukrajinské občanství. Po začátku ruské invaze pomáhal město chránit v místní domobraně, uvedl, že nebojuje s Ruskem, ale s Putinem, putinismem a ruským fašismem. V dubnu 2022 založil televizní kanál Únorové ráno (Утра Февраля), zaměřený na ruské publikum s cílem sesazení Vladimira Putina, a telegramový kanál Rospartisan (Роспартизан) zaměřený mj. na informace o sabotážích v Rusku. V televizi v srpnu 2022 uvedl, že za smrt Darji Duginové je odpovědná ruská skupina Národní republikánská armáda a zveřejnil její manifest v telegramovém kanálu Rospartisan.